# Movimento de Resistência Africâner
O Movimento de Resistência Africâner (em africâner: Afrikaner Weerstandsbeweging), abreviado AWB, é uma organização política nacionalista, supremacista e neonazista sul-africana, que foi liderada por Eugène Terre'Blanche até ao seu assassinato em 3 de abril de 2010. Buscam a formação de uma república bôer independente, Boerestaat, como havia no século XIX. Durante as negociações bilaterais para acabar com o apartheid, no início dos anos 1990, a organização aterrorizou e matou sul-africanos negros.
Em 2016, foi relatado que a organização tinha cerca de 5.000 membros, e que usa mídias sociais para recrutamento.

## Simbologia
A bandeira do AWB é composta de três "setes" formando um tríscele, circundados por um círculo branco, com um fundo vermelho. Apesar de o símbolo ser muito similar à suástica usada pelos nazistas, e da histórica admiração pelo nazismo, Eugène Terre'Blanche afirma que o símbolo representa 777, número de Javé (Deus em hebraico), em oposição a 666, número da Besta. Segundo Terre'Blanche, o vermelho representa o sangue de Cristo, o branco a pureza, e o preto a bravura.

### Bandeiras usadas pelo AWB
| Movimento de Resistência Africâner | União Sul-Africana | Transvaal | Estado Livre de Orange |
| Movimento de Resistência Africâner | União Sul-Africana | Transvaal | Estado Livre de Orange |